# Висоцький Георгій Миколайович
Георгій Миколайович Висоцький (*7 (19) лютого 1865, с. Микитівка Глухівського повіту Чернігівської губернії — 6 квітня 1940 року, м. Харків) — видатний український вчений у галузі лісівництва, ґрунтознавства, геоботаніки, фізичної географії та гідрології, академік АН України, основоположник науки про ліс і лісову дослідницьку справу (лісівництво). 
Автор понад 200 наукових праць.
Учений вивчав вплив лісу на водний режим місцевості, заклав основи ґрунтової гідрології посушливих районів, розробив теорію трансгресивної ролі лісів, класифікацію дібров; заслужено визнаний корифеєм степового лісорозведення. Велике значення мають розроблені Г. М. Висоцьким для степових умов деревно-чагарниковий і деревно-тіньовий типи лісових насаджень.

## Біографія

Погруддя Георгія Висоцького, Боярка

Георгій Миколайович Висоцький народився 7(19) лютого 1865 року в селі Микитівка Глухівського повіту Чернігівської губернії (тепер Ямпільський район Сумської області) у родині дворянина.
Середню освіту здобув у Глухівській прогімназії, яку закінчив у 1883 році. По тому вступив до Петровсько-Розумовської (нині Тімірязівської) сільськогосподарської і лісової академії (1886) в Москві, де вивчав природничі науки, зокрема ґрунтознавство. Будучи ще студентом академії, Георгій взяв участь у відомій Полтавській експедиції з господарської оцінки земель, яку очолював видатний географ професор В. В. Докучаєв. Працюючи в басейні річки Сули (Роменський повіт), він досліджував вплив лісу на весь природний комплекс і на врожайність зернових культур.
У 1890 році Г. М. Висоцький закінчив академію і від’їхав на практику до Бердянського степового лісництва. Після закінчення практики подав прохання в Лісовий департамент про зарахування на лісову службу. Департамент тоді саме готував відому степову експедицію під керівництвом В. В. Докучаєва. Ця експедиція, причиною створення якої стала сильна посуха 1891 року, відіграла видатну роль у вивченні і перетворенні наших степів. Відтак з 1892 року Г. М. Висоцький працював і вів наукові дослідження в степовій експедиції В. В. Докучаєва на Великоанадольскому лісовому стаціонарі (тепер заказник Великоанадольський ліс), розміщеному на вододілі басейнів Дніпра і річок, що течуть в Азовське море, за 50 км на південний захід від Донецька й за 3 км від станції Великоанадоль, яким став завідувати. У перший же рік роботи в експедиції Г. М. Висоцький заклав лісові культури і створив 6 метеорологічних станцій. Він з цікавістю вивчав на прикладі штучних насаджень взаємозв'язок лісу зі степовою цілиною, польовими ділянками, рівень ґрунтових вод, лісовий мікроклімат і головне — взаємовпливи лісу і степу, дію лісових полезахисних смуг на снігонакопичення і врожай сільськогосподарських культур.
У Великоанадолі Георгій Висоцький жив і працював протягом 12 років, вів географічні спостереження за масивом штучно розведеного лісу площею 1 600 га (сучасна площа 2 200 га). Перед ним стояли надскладні завдання вироблення раціонального, стійкого типу лісових посадок, створення полезахисних, прибалкових та інших насаджень. Висоцький охопив дослідженнями різні боки природи степу, особливості степових лісонасаджень. Це був найплідніший період його діяльності, період стаціонарних досліджень, коли він написав близько 40 наукових праць, опублікованих зокрема, в «Трудах экспедиции, снаряжённой лесным департаментом под руководством проф. В. В. Докучаева», у журналах «Почвоведение», «Лесной журнал» та інших. Досвід роботи цього періоду узагальнений у статтях «Гидрологические и геоботанические наблюдения в Велико-Анадоле» (1899), «Биологические, почвенные и фенологические наблюдения в Велико-Анадоле» (1901).
Ще працюючи в експедиції на Велико-Анадольській ділянці, Г. М. Висоцький висловив думку про те, що успішне лісорозведення у степах не може ґрунтуватися на вивченні тільки місцевих умов, що для цього необхідно виходити з наукового поділу країни на зони, округи і райони. Таким чином, уже на початку ХХ століття науковець фактично одночасно з В. В. Докучаєвим сформулював власну (дещо відмінну) ідею географічної (ландшафтної) зональності.
У 1899–1904 роках Г. М. Висоцький працював лісничим Маріупольського лісництва, а потім був переведений у Санкт-Петербург на посаду ревізора лісовпорядження при Лісовому департаменті. Одночасно він працював професором у Лісовому інституті. Вчений брав активну участь у реорганізації лісової дослідницької справи, був зарахований у постійну Комісію з лісових проблем.
У 1908—1909 роках побачили світ перші великі фізико-географічні роботи Висоцького — про Самарський повіт і «Бузулуцький бір і його околиці». В останній Г. М. Висоцький уперше дав узагальнену фізико-географічну характеристику цього унікального лісового масиву. Крім Бузулуцького бору, він вивчав лісорослинні умови Тульських засік, Єргенів, Олешківських і Наринських пісків.
У 1913 році лісовий департамент доручив Г. М. Висоцькому очолити роботи з лісовпорядження степових штучних лісництв, і він переїхав у Київ. Тоді ж Новоросійський (Одеський) університет присвоїв Г. М. Висоцькому ступінь доктора агрономії (без захисту дисертації), а Київський університет запросив його на кафедру ґрунтознавства. Працюючи в Києві, він захоплено вивчає піщані (борові) тераси річок України, щоб закріпити піски за допомогою рослинності і господарського освоєння. Приблизно в цей же час виходить його фізико-географічна монографія про Єргені (1915).
У 1915 році за заслуги перед географічною наукою Г. М. Висоцький удостоюється вищої нагороди Географічного товариства — золотої медалі ім. П. П. Семенова-Тянь-Шанського.
У 1918 році Г. М. Висоцький очолив кафедру ґрунтознавства Сімферопольського університету. Викладав у різних вищих навчальних закладах: у Сімферопольському університеті (1918—1923), Білоруському сільськогосподарському інституті (1923—1926), Харківському інституті сільського і лісового господарства (1926—1930). У 1930—1940 роках учений працював у Всесоюзному (тепер Український) науково-дослідному інституті лісового господарства й агролісомеліорації (Харків). У 1934 році Г. М. Висоцький обраний академіком ВАСГНІЛ, а в 1939-му — АН УРСР.
Основні роботи Г. М. Висоцького присвячені впливові середовищеформуючих гідро-кліматичних і ґрунтових умов на лісову рослинність, а також зворотному впливу лісу на навколишнє природне середовище («Вчення про лісову пертиненцію», 1930; 2-е видання під назвою «Вчення про вплив лісу на зміну середовища його проростання і на навколишній простір», 1950; «Про гідрологічний і метеорологічний вплив лісів», 1938 та ін.). Він вивчав проблеми водного балансу ґрунту залежно від умов рельєфу і рослинного покриву, уперше розрахував формулу балансу вологи під лісом і полем, встановив критерії індексу сухості й вологості клімату, комплексні причини безлісся степів, класифікував типи водного режиму ґрунтів. Учений був одним із творців і активним автором першого у світі журналу «Ґрунтознавство», започаткованого 1899 року.
Г. М. Висоцький був не тільки блискучим лісівником, а й чудовим фізико-географом. Він розвинув вчення про зони природи, ввів у науковий лексикон поняття «місцевість», яке цілком відповідає сучасним уявленням про географічний ландшафт як природний комплекс. Ним закладені основи ґрунтової гідрології посушливих районів і розроблене вчення про типи водного режиму ґрунтів; сформульована теорія походження солонцюватості степових ґрунтів. Уперше він описав процес оглеєння і показав його біологічний характер. Георгій Висоцький першим установив закономірності приземних повітряних течій, що викликають пилові бурі. Він розробив основи орокліматичної класифікації ґрунтів, увів поняття про мікрорельєф, мікроклімат, плакор, ілювій та ін. Вітчизняна географія зобов'язана Георгію Миколайовичу Висоцькому розвитком багатьох напрямків географічної теорії і практики. Вченого називають «найбільшим представником експериментальної географії».
Незважаючи на важку хворобу в останні роки в Харкові, вчений зберігав ясність думки і продовжував працювати: написав свою останню роботу «Лісові покриви і сітки СРСР», у якій подав свої погляди на проблему боротьби з посухою та ерозією ґрунтів. Ця робота вийшла з друку посмертно і стала його науковим заповітом, зверненим до послідовників і нащадків. 
Помер учений у Харкові 6 квітня 1940 року.

## Визнання
- У 1915 році за заслуги перед географічною наукою Г. М. Висоцький нагороджений золотою медаллю ім. П.П. Семенова-Тянь-Шаньського.
- У місті Боярці на Київщині на території Боярської лісової дослідної станції встановлене погруддя Г. М. Висоцького.

## Публікації
- Высоцкий Г. Н. О фитотопологических картах, способах их составления и практическом значении // Почвоведение. — 1909. — Т. 11, № 2. — С. 97-125.
- Высоцкий Г. Н. О дубравах в Европейской России и их областях // Лесной журнал. — 1913. — № 1-2. — С. 154—171.
- Высоцкий Г. Н. Ергеня, культурно-фитологический очерк // Труды Бюро по прикладной ботанике. — 1915. — Т. 8, № 10-11. — С. 1113—1443.
- Висоцький, Г. Про зінське щеня (Spalax sp.) й кротовини. Зоольогичний журнал України. 1921. Ч. 1. С. 16-19.
- Высоцкий Г. Н. Покрововедение. — Минск; Л.: Типография Главного ботанического сада, 1925.
- Высоцкий Г. Н. Избранные труды. — М.: Сельхозгиз, 1960.
- Высоцкий Г. Н. Избранные сочинения. — М.: Сельхозгиз, 1962.